# Путін. Підсумки. 10 років
«Путін. Підсумки. 10 років» — доповідь з критичними оцінками діяльності Володимира Путіна на посадах Президента і Голови Уряду Росії у період з 2000 по 2010 рік. Підписана до друку 11 травня 2010, вийшла у червні 2010 року.
Є переробленим і доповненим виданням доповіді «Путін. Підсумки», що вийшов в 2008 році.
Авторами доповіді є лідери Партії народної свободи Борис Нємцов і Володимир Мілов.
Основна увага в доповіді приділяється темам корупції, депопуляції, соціальній нерівності, ситуації в економіці і положенню на Кавказі. Доповідь ґрунтується на даних відкритої офіційної російської та міжнародної статистики, а також публікацій ЗМІ, як проурядових, так і незалежних. До тексту доповіді наведено посилання та ілюстрації.